# Los Cinco en Billycock Hill
Los Cinco en Billycock Hill es un libro de la escritora británica Enid Blyton escrito en 1957. Corresponde al 16.º libro de la colección de Los Cinco. 

## Argumento
Libro 16 de la serie. Los cinco van de vacaciones a la granja de Billycock Hill. Allí harán amistad con un piloto y correrán una nueva aventura.

## Personajes
- Los Cinco: Julián, Dick, Jorge, Ana y Tim.
- Toby Thomas (compañero de Julián y Dick, muy bromista)
- Benny Thomas (hermano de Toby)
- Jeff Thomas (teniente de la RAF)
- Ray Wells (copiloto de Jeff)
- Mr Thomas y Mrs Thomas (padre y madre de Toby)
- Rizado (Curly, cerdito de Benny)
- Mr Brent y Mr Gringle (propietarios de la Casa de las Mariposas)
- Will Janes (antiguo trabajador de la Granja)
- Mrs Janes (madre de Will Janes)
- Binky (perro de Toby)

## Lugares
- Billycock Hill
- Granja de Billycock
- Casa de las Mariposas
- Cuevas de Billycock Hill
- Tenick